# Maelström (película)
Maelström es una película canadiense de drama psicológico de 2000 escrita y dirigida por Denis Villeneuve. Está protagonizada por Marie-Josée Croze como una joven empresaria depresiva que se involucra románticamente con el hijo de un hombre al que mató en un accidente de atropello y fuga. Con elementos fantásticos y cómicos, Maelström está narrada por un pez que habla.

## Concepción
Villeneuve concibió la historia basándose en su interés por los accidentes automovilísticos y modelando a la protagonista según varias mujeres que conocía. Fichó a Croze, entonces una actriz novata, para el papel principal. El rodaje tuvo lugar en Montreal en 1999, con animatrónica para representar al pez narrador.

## Estreno y premios
La película se estrenó en el Festival Internacional de Cine de Montreal en agosto de 2000 y recibió críticas positivas, con algunos detractores. Ganó cinco premios Genie, incluida la mejor película, y el premio FIPRESCI en el 51.er Festival Internacional de Cine de Berlín.